# الديلمي (فرع العدين)

تعديل مصدري - تعديل

الديلمي محلة تابعة لقرية الروينة، التابعة لعزلة العاقبة بمديرية فرع العدين إحدى مديريات محافظة إب في الجمهورية اليمنية، بلغ تعداد سكانها 314 حسب تعداد اليمن لعام 2004.